# Fédération québécoise des activités subaquatiques

La Fédération québécoise des activités subaquatiques (FQAS) est une fédération sportive québécoise à but non lucratif. Elle a pour but de promouvoir et de défendre les intérêts des sports subaquatiques au Québec. Elle est aussi responsable des modalités d'application de la réglementation en vigueur au Québec (obligation de permis de plonger pour les plongeurs, démonstration de compétence pour les moniteurs, etc.).
Néanmoins, la FQAS n'a pas vocation à former des plongeurs. Elle dispose toutefois de sa revue, le magazine En profondeur.
Elle regroupe plusieurs activités de plongée sous-marine telles la plongée en scaphandre autonome, le hockey subaquatique, la nage avec palmes et la plongée libre (apnée).

## Sa mission
Promouvoir les activités subaquatiques sur le territoire de la province de Québec; Regrouper les organismes et individus intéressés aux activités subaquatiques; Informer et renseigner ses membres et la population du Québec en général sur les bienfaits de la pratique des activités subaquatiques et promouvoir ces activités comme loisir et moyen de formation; Promouvoir la sécurité des personnes qui font des activités subaquatiques récréatives; Agir comme mandataire du gouvernement du Québec afin de mettre en place toute la réglementation s’appliquant à la pratique des sports et loisirs subaquatiques et faire en sorte d’assurer l’application de tel règlement, selon le ou les mandats reçu du gouvernement; Développer chez les organismes et individus intéressés aux activités subaquatiques, le respect de la nature et de l'environnement et la préservation de la faune et de la flore et du patrimoine subaquatique; Faire des études et développer la recherche sur les divers aspects de la pratique des activités subaquatiques; Négocier, favoriser et mettre en place tout service ou avantage pouvant profiter à ses membres ; Solliciter et recevoir de toute corporation, société, groupement ou individu des dons, legs et autres contributions de même nature en argent, en valeurs mobilières ou en immeubles; administrer tels dons, legs et autres contributions et organiser des campagnes de souscription; Représenter les intérêts des plongeurs québécois et des intervenants du monde des activités subaquatiques au plan québécois, canadien et international; Faire toute représentation se rapportant à ces objets ci-dessus auprès des autorités gouvernementales.

## Organisation

### Assemblée générale
L'assemblée générale de la FQAS a lieu chaque année. À cette occasion, le conseil d'administration présente les comptes et les résultats d'exercice. 
L'assemblée vote ensuite pour élire le prochain vérificateur aux comptes, ainsi que le tiers du conseil d'administration.

### Le conseil d'administration
Le conseil d'administration de la fédération se compose de :
- un président ;
- un vice-président ;
- un directeur général ;
- un trésorier ;
- un secrétaire général ;
- cinq administrateurs.

À l'exception du directeur général, les membres du conseil d'administration sont élus par tiers tous les trois ans.

### Les commissions

#### Commission d'accréditation
C'est une commission permanente consultative, composée de moniteurs de plongée sous-marine. Elle a la responsabilité de veiller à l'application de la réglementation en matière de plongée.
Le nombre de membres de la commission est laissé à la discrétion du conseil d'administration. Cependant, un nombre de cinq commissaires est un minimum conseillé.